# Felsőoktatási Dolgozók Szakszervezete
A Felsőoktatási Dolgozók Szakszervezete (FDSZ) az egyik legnagyobb magyarországi ágazati szakszervezet, az Értelmiségi Szakszervezeti Tömörülés (ÉSZT) konföderáció tagja. Tagjai – az orvos- és a felsőfokú agrárképzés kivételével – a magyarországi felsőoktatási intézmények oktatói, kutatói, adminisztratív és technikai dolgozói, valamint a pedagógusképző egyetemek, főiskolák gyakorló iskoláinak munkatársai. Ezen túl jelentős taglétszámot jelent a felsőoktatásból nyugdíjba vonultak köre, akik tagságukat fenntartották.[forrás?]

## Története
A magyarországi rendszerváltozást közvetlenül megelőző időben a megújulni vágyó magyar közéletben megfogalmazódott az ágazati érdekvédelmi tevékenység erősítésének igénye. Ennek eredményeként 1988. október 7-én – a Pedagógusok Szakszervezetéből kiválva – megalakult a Felsőoktatási Dolgozók Szakszervezete, amely az FDSZ Alapszabályában rögzítettek szerint önállóan működő, egyenrangú intézményi alapszervezetek szövetsége. Az 1988-as megalakulástól 23 évig Kis Papp László vezette a szervezetet. 2011. 06. 23-tól Tőrös Szilárd az FDSZ elnöke.

## Tevékenysége
Az FDSZ tevékenységének kiemelkedően fontos területe egyrészt a tagság anyagi és szociális helyzetének, társadalmi elismertségének javítása, másrészt a munkaügyi kapcsolatokban, a felsőoktatást érintő szakmai döntések előkészítése során és a munkavállalói jogviszonyt érintő kérdésekben a tagság érdekeinek képviselete. Az FDSZ-nek jelentős szerepe van a helyi közösségteremtésben.

### Feladatai az országos érdekegyeztetésben
Az FDSZ az Értelmiségi Szakszervezeti Tömörülés (ÉSZT) tagjaként részt vesz az országos érdekegyeztetés feladatainak megoldásában. Tagja az Országos Közszolgálati Érdekegyeztető Tanácsnak (OKÉT), ahol a közszféra bér- és jövedelempolitikai kérdései kerülnek megtárgyalásra. Részt vesz a Közalkalmazottak Országos Munkaügyi Tanácsa (KOMT) munkájában, ahol a költségvetési területek problémáinak országos szintű egyeztetése történik.

### Feladatai az ágazati érdekegyeztetésben
Az ágazati érdekegyeztetés lebonyolítására működik a Felsőoktatási Érdekegyeztető Tanács (FÉT), amely az Emberi Erőforrások Minisztériuma (korábban OM, OKM, Nefmi), a Rektori Konferencia, a hallgatói érdekképviseletek, a gazdasági kormányzat, valamint a felsőoktatásban meghatározó szakszervezetek részvételével a felsőoktatás finanszírozásával, illetve a felsőoktatásban dolgozók élet- és munkakörülményeivel összefüggő kérdésekben foglal állást. 2013-ban megalakult a Felsőoktatási Kerekasztal, melynek az FDSZ elnöke teljes jogú tagja.

### Az intézményi alapszervezetek feladatai
Az intézményi érdekegyeztetésben a tárgyalások alapját az intézményi kollektív szerződések, illetőleg az intézményi megállapodások képezik. Az FDSZ intézményi alapszervezetének képviselői tagjai az intézményi szenátusoknak és állandó meghívottjai az intézményi Gazdasági Tanácsoknak. Fontos szerepük van az Esélyegyenlőségi Tervben foglalt feladatok végrehajtásában. Az FDSZ-nek munkahelyi szinten jogai és kötelezettségei vannak az üdülés, segélyezés és a gyermekintézmények ügyeiben.

### Nemzetközi tevékenysége
Az FDSZ részt vesz a világ-, de elsősorban az Európai Unió felsőoktatási politikájának alakításában. Az Education International (EI - az oktatásban működő szakszervezetek globális föderációja) valamint az European Trade Union Committee for Education (ETUCE) tagszervezete. (Az ETUCE a legnagyobb nem kormányzati szervezetként képviseli az oktatáspolitikai érdekeket az Európai Bizottság felé, továbbá szintén legnagyobb civil szervezetként az Európa Tanács partnere.) Az FDSZ tevékenységét legaktívabban a Felsőoktatási és Kutatási állandó bizottságban (HERSC) fejti ki.

## Vezetősége
- dr. Tőrös Szilárd - elnök (Pannon Egyetem)
- dr. Kis Papp László - tiszteletbeli elnök (Budapesti Műszaki és Gazdaságtudományi Egyetem)
- dr. Dráviczki Sándor - alelnök (Nyíregyházi Főiskola)
- Pálfia Zsolt - alelnök (Eötvös Loránd Tudományegyetem)
- dr. Dabasi Halász Zsuzsanna - SZVB elnök (Miskolci Egyetem)
- dr. Balogh László Levente - elnökségi tag (Debreceni Egyetem)
- dr. Bradeánné Gacs Judit – elnökségi tag (Budapesti Gazdasági Főiskola)
- dr. Cierna Lubica - elnökségi tag (Nyugat-Magyarországi Egyetem)
- dr. Horváth Csaba - elnökségi tag (Budapesti Gazdasági Főiskola)
- Lele Mária - elnökségi tag (Szegedi Tudományegyetem)
- Szauter Ferenc - elnökségi tag (Széchenyi István Egyetem)
- dr. Szenes Ildikó - elnökségi tag (Óbudai Egyetem)
- dr. Vas István – elnökségi tag (Eszterházy Károly Főiskola)

## Felépítése
Az FDSZ szervezeti felépítését az Alapszabály tartalmazza.
Az évente megrendezésre kerülő Küldöttértekezletek között az FDSZ munkáját az Országos Választmány, ill. az Elnökség irányítja. A pénzügyi fegyelem betartását a Számvizsgáló Bizottság ellenőrzi.
Az Elnökség munkáját egyes kiemelt szakmai területen a tagozatok segítik. Az FDSZ-ben működő tagozatok vezetői:
- dr. Balogh Vilmos - Nyugdíjas Tagozat
- Hegedűs Péter - Könyvtáros Tagozat
- dr. Juhász Zsuzsanna - Nyelvoktatói Tagozat
- Kamuti Hajnalka - Ifjúsági Tagozat
- Megyeri Zoltán - Alkalmazotti Tagozat
- Pócs Mária - Gyakorlóintézményi és Pedagógusképzési Tagozat

### Az FDSZ Nyugdíjas Segélyalapítványa
Az 1992. évi Küldöttgyűlés hozott határozatot az FDSZ Nyugdíjas Segélyalapítvány létrehozásáról. Az FDSZ vagyonából kétmillió forintot bocsátott az alapítvány rendelkezésére. Az FDSZ iroda segítségével 1992. szeptember 10-én elkészült az alapítvány Alapító Okirata, valamint a Szervezeti Működési Szabályzata. A Fővárosi Bíróság 1992. december 23-án, 3678-as sorszámon nyilvántartásba vette. Az Alapítvány közhasznú feladatot lát el, ezért az 1997. évi CLVI. sz. Közhasznúsági törvény alapján 2001. június 11-től közhasznú szervezetként működik. A Segélyalapítvány Kuratóriuma 7 tagú, évente kétszer ülésezik. Az alapítvány elnöke a megalakulástól 23 évig dr. Balogh Tiborné volt, 2015-től Dely Ernőné. A segélyalapítvány 1993 és 2014 közötti időszakban több mint 12 millió forint segélyt osztott ki 1930 FDSZ nyugdíjasnak. Ez csak úgy volt lehetséges, hogy 1997 óta évente sokan a Segélyalapítvány számára ajánlják fel a személyi jövedelemadójuk 1%-át.

## További információ
- Az FDSZ honlapja